# Lispocephala
Lispocephala is een geslacht van insecten uit de familie van de echte vliegen (Muscidae), die tot de orde tweevleugeligen (Diptera) behoort.

## Soorten
- L. alma (Meigen, 1826)
- L. bistriata (Stein, 1908)
- L. brachialis (Rondani, 1877)
- L. erythrocera (Robineau-Desvoidy, 1830)
- L. falculata Collin, 1963
- L. fuscitibia Ringdahl, 1944
- L. mikii (Strobl, 1893)
- L. pallipalpis (Zetterstedt, 1845)
- L. rubricornis (Zetterstedt, 1849)
- L. spuria (Zetterstedt, 1838)
- L. ungulata (Rondani, 1866)
- L. verna (Fabricius, 1794)